# Apoteket Hjorten

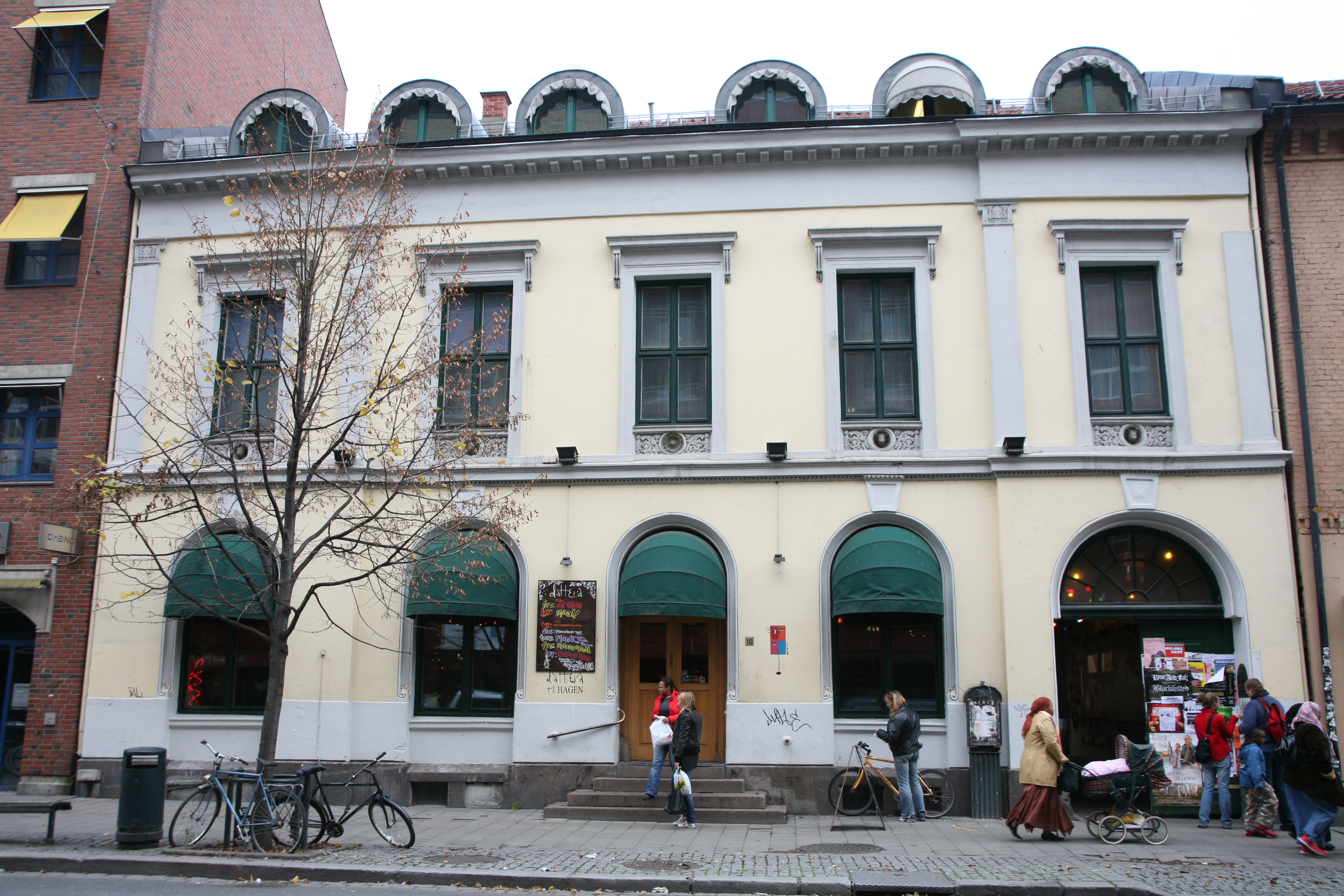
An der Grønland 10 in Oslo, die ehemalige Hjorten-Apoteket.

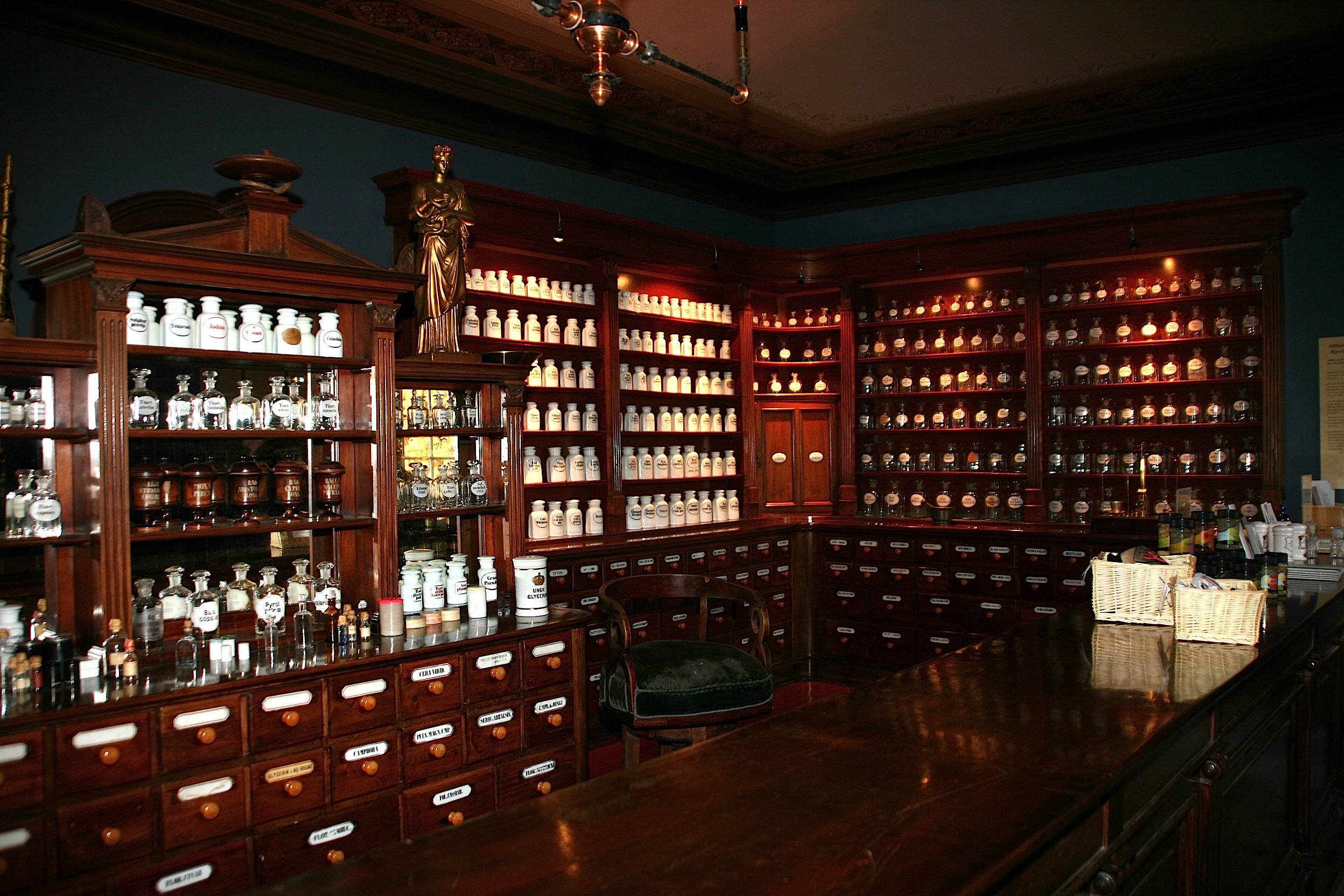
Die ehemalige Innenausstattung der Hjorten-Apotheke von Oslo wurde im Norsk Farmasihistorisk Museum (Norwegischen Historischen Pharmamuseum) auf Norsk Folkemuseum auf Bygdøy aufgebaut und ist dort zu besichtigen.

Die Apoteket Hjorten (deutsch Hirsch-Apotheke) in Oslo war eine Apotheke im Stadtteil Grønland in Oslo. Der Name Apoteket Hjorten (Hirsch-Apotheke) wird an einer ganzen Reihe von Apotheken in Norwegen verwendet. So gibt es unter anderem  Hirsch-Apotheken in mehreren norwegischen Städten, wie in Fredrikstad und Trondheim.
Die Osloer Apoteket Hjorten  wurde 1857 gegründet in einem Vorgängerbau, nach einem Königlichen Dekret vom 4. Dezember 1856. Die Apotheke war nach ihrer Eröffnung die fünfte mit einer entsprechenden Konzession  im damaligen Christiania, dem heutigen Oslo. Nach einem Brand 1859, bei dem 18 Menschen starben, begann man ein neues Apotheken-Gebäude auf dem Grundstück zu bauen. Der neue Bau wurde von dem Osloer Architekten, Stadtplaner und Geometer (Stadskonduktør) Chr. H. Grosch entworfen und 1861 fertiggestellt. 1963 wurde die Apotheke erstmals umfangreich saniert und dabei die gesamte originale Apotheken-Innenausstattung und Einrichtung von 1861 ausgebaut von dem Apotheker Anders Tenøe dem Norsk Farmasihistorisk Museum (Norwegisches Pharmaziehistorisches Museum) überlassen, das zum Norsk Folkemuseum gehört, das sich auf der Osloer Halbinsel Bygdøy befindet. Anschließend wurde sie im Museum restauriert und originalgetreu wiederaufgebaut, wo man die historische Apothekeneinrichtung besichtigen kann.
Das Apothekengebäude selbst wurde 1986 erneut renoviert und 2000 noch einmal umgebaut in ein Café. Die Räumlichkeiten der ehemaligen Apotheke werden seitdem als Restaurant und Café Dattera til Hagen weiter genutzt. Die neue Apotheke als Nachfolger der alten Apoteket Hjorten wurde in der Vitusapotek Hjorten in der Smalgangen 5 untergebracht und so in unmittelbarer Nähe ihr Domizil. Das Gebäude der ehemaligen Apoteket Hjorten steht heute unter Denkmalschutz.